# Brian McGahen
Brian Patrick McGahen (3 tháng 3 năm 1952 – 3 tháng 4 năm 1990) là một nhà hoạt động đồng tính người Úc và nhà tự do xã hội.
Ông được sinh ra tại Camperdown ở Sydney với thợ làm tóc Patrick James McGahen và Monica Marie Anderson, nhũ danh Pettit. Sau khi theo học tại De La Salle College Ashfield, ông nhận bằng Cử nhân Khoa học Xã hội của Đại học Sydney năm 1974. Khi còn là sinh viên, ông đã phản đối Chiến tranh Việt Nam, từ chối đăng ký nhập ngũ; sự ủng hộ của ông đối với dự thảo kháng chiến đã dẫn đến niềm tin của ông về sự quyến rũ. Trong thời gian này, ông trở thành thành viên của Đảng Cộng sản Úc. Từ 1974 đến 1975, ông là nhân viên xã hội và cố vấn ma túy, và ông trở thành thành viên sáng lập của Hiệp hội phúc lợi xã hội Úc năm 1976. Làm việc đầu tiên trong chương trình methadone với Ủy ban Y tế New South Wales, ông cũng làm việc cho Bộ Ngoại giao của Thanh niên và Dịch vụ Cộng đồng và trong những năm 1980 đã xem xét Chương trình Dịch vụ Hỗ trợ Gia đình New South Wales.
Vào giữa những năm 1970, McGahen đã tham gia vào chiến dịch đòi quyền lợi cho người đồng tính với tư cách là thành viên của Giải phóng đồng tính nam Sydney và Đồng tính nữ Xã hội & Đồng tính luyến ái nam. Ông là người tổ chức Hội nghị đồng tính luyến ái quốc gia năm 1978 và từng là chủ tịch Hiệp hội Sydney Mardi Gras từ năm 1981 đến năm 1984. Ông từng là ứng cử viên Cộng sản cho Thị trưởng thành phố Sydney năm 1980 nhưng không thành công. Năm 1984, cùng với người Cộng sản Jack Mundey, ông được bầu làm thành viên độc lập cho Hội đồng thành phố Sydney, phục vụ cho đến khi hội đồng bãi nhiệm vào ngày 26 tháng 3 năm 1987. Ông là thành viên đồng tính công khai đầu tiên của hội đồng.
McGahen trở thành giám đốc của một dịch vụ chăm sóc tại gia vào năm 1986, và ông đã hỗ trợ chăm sóc mở rộng cho những người mắc bệnh AIDS, quyền nhập cư của vợ hoặc chồng và một trung tâm cộng đồng LGBT vĩnh viễn. Ông gia nhập ban chỉ đạo Pride năm 1989 và trở thành thủ quỹ. Năm 1987, ông được chẩn đoán nhiễm HIV và chọn phương pháp tự tử. Ông qua đời tại Vịnh Elizabeth vào ngày 3 tháng 4 năm 1990 và được hỏa táng. Năm 1992, ông được truy tặng vào Hội trường Danh vọng của Hiệp hội Sydney Gay và Lesbian Mardi Gras.